# Pachysuchus
Pachysuchus is een geslacht van plantenetende dinosauriërs, behorend tot de groep van de Sauropodomorpha, dat tijdens het vroege Jura leefde in het gebied van het huidige China. De enige benoemde soort is Pachysuchus imperfectus.
In 1951 benoemde de Chinese paleontoloog Yang Zhongjian ("C.C. Young") een gedeeltelijke schedel gevonden bij Huangchiatien als de typesoort Pachysuchus imperfectus. De geslachtsnaam betekent "dikke krokodil", een verwijzing naar de dikte van de schedelbeenderen. De soortaanduiding betekent "onvolmaakt" in het Latijn, een verwijzing naar de schamelheid van de vondsten.
Het holotype, IVVP V 40, is opgegraven in een laag van de Onderste Lufengformatie die dateert uit het Hettangien-Sinemurien, ongeveer 197 miljoen jaar oud. Het bestaat uit een blok gesteente met daarin botfragmenten die vermoedelijk toebehoren aan de achterkant van de praemaxilla, het bovenkaaksbeen en beide neusbeenderen.
Yang meende, zoals de naar een krokodil verwijzende naam al aangaf, dat het om een lid van de Phytosauria ging, een groep dieren die vaag op krokodillen lijkt en er binnen de Crurotarsi betrekkelijk nauw aan verwant is. Dit zou opmerkelijk zijn daar die diergroep elders aan het eind van het Trias was uitgestorven. Het toetsen van Yangs hypothese was echter moeilijk daar het holotype zoek was. Begin eenentwintigste eeuw lukte het Xu Xing echter dit typespecimen terug te vinden. In 2012 concludeerde hij in een studie samen met Paul Barrett dat Yang zich vergist had en het om een basaal lid van de Sauropodomorpha ging. In de formatie zijn ook andere basale sauropodomorfen teruggevonden, zoals Lufengosaurus, maar het holotype is te slecht van kwaliteit om te bepalen of het aan deze toegewezen kan worden of niet. Pachysuchus is daarmee een nomen dubium. Aan de soort waren nog drie andere specimina toegewezen: IVVP V 87a, een onderste hersenpan, en IVVP V87b en IVVP V 56a, twee losse tanden. Enig verband met het holotype kan echter niet worden aangetoond.
Gezien de lengte van het bewaard stuk schedel dat ongeveer vijftien centimeter bedraagt, wat duidt op een schedellengte van een halve meter, was het holotype van Pachysuchus zo'n negen meter lang, wat overeenkomt met de bovengrens van het overige uit de formatie bekende basale sauropodomorfe materiaal.